# Dingle (Szwecja)
Dingle – miejscowość (tätort) w Szwecji, w regionie administracyjnym (län) Västra Götaland, w gminie Munkedal.
Według danych Szwedzkiego Urzędu Statystycznego liczba ludności wyniosła: 901 (31 grudnia 2015), 895 (31 grudnia 2018) i 924 (31 grudnia 2019).